# Meindert Hobbema

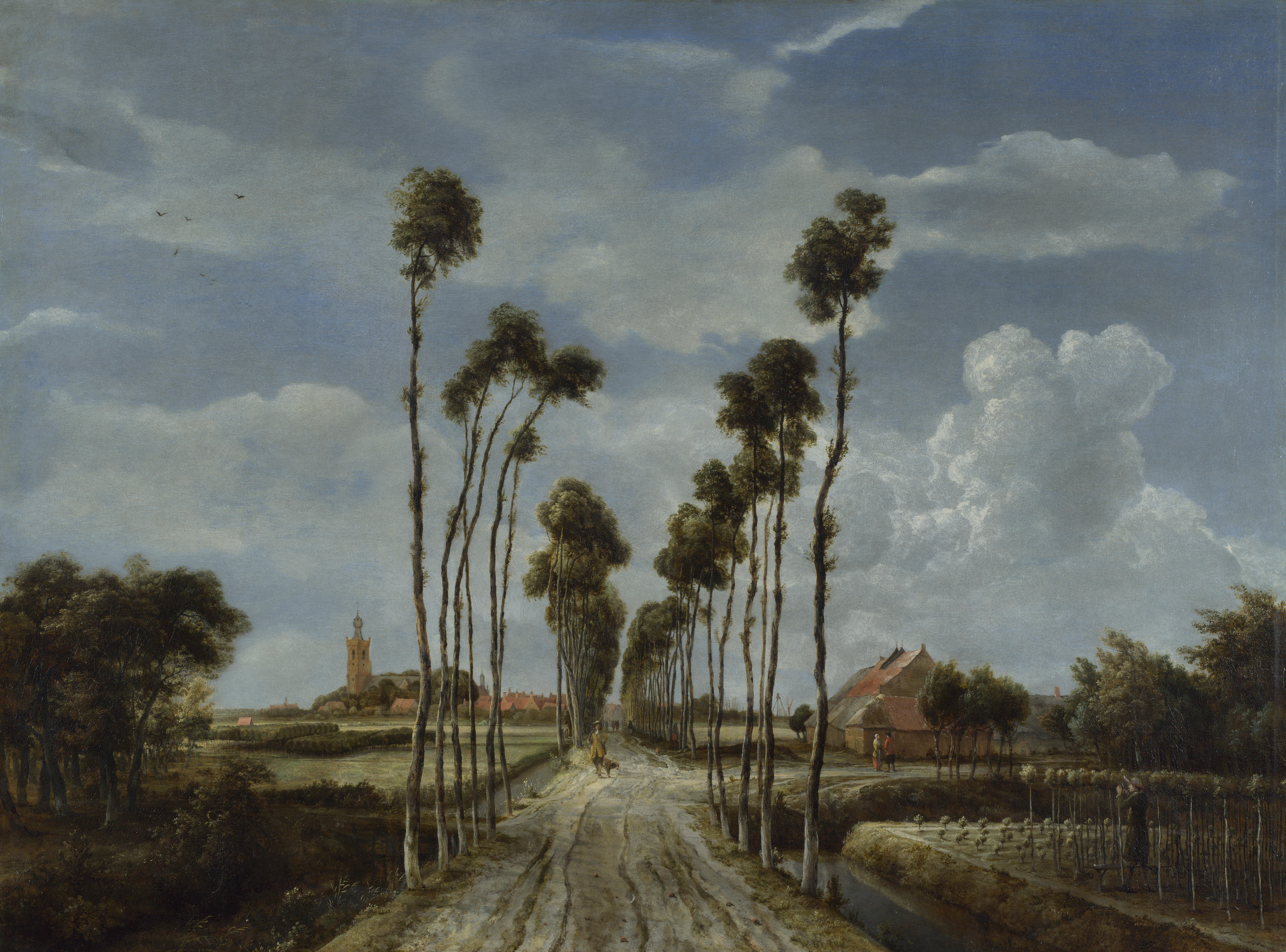
Het laantje van Middelharnis, 1689, National Gallery, Londen

Meindert Lubbertszoon Hobbema (gedoopt Amsterdam, 31 oktober 1638 - aldaar, 7 december 1709), was een Nederlandse kunstschilder van landschappen. 

## Biografie
Hobbema werd op jonge leeftijd wees en groeide op in een weeshuis. Hij kwam op 17-jarige leeftijd in huis bij Jacob van Ruisdael, aanvankelijk om boodschappen te doen, verf te maken en het atelier op orde te houden, maar al snel om het vak te leren. In 1668 trouwde hij met Eeltje Vinck, de huishoudster van de Amsterdamse burgemeester Lambert Reynst. Toen die hem een goed baantje bezorgde als wijnroeier, hield hij vrijwel volledig op met schilderen. Veertig jaar lang peilde hij wijnvaten. Het echtpaar kreeg vijf kinderen, twee stierven op zeer jonge leeftijd. Hobbema woonde op de Rozengracht tegenover Rembrandt en werd op 14 december 1709 begraven naast de Westerkerk in Amsterdam. De voorouders van Meindert Lubberts waren afkomstig uit Friesland. De schilder gebruikte de familienaam Hobbema voor het eerst in bijna een eeuw.

## Werk
Hobbema behoort tot de kunstenaars die niet beïnvloed zijn door Rembrandt. Hobbema's landschappen tonen duidelijk de invloed van zijn leermeester Jacob van Ruisdael, maar zijn meestal wat lichter en minder sober van toon. Zijn werk is niet heroïsch of theatraal; hij combineert boslandschappen met vrolijke reisgezelschappen. De behangselschilder Egbert van Drielst en de Engelse landschapschilder Thomas Gainsborough zijn door hem beïnvloed. Zijn bekendste werk is Het laantje van Middelharnis (1689), dat in 1822 werd verkocht door de gemeente Middelharnis en dat tegenwoordig deel uitmaakt van de verzameling van de National Gallery in Londen. Voor zijn landschappen was in de 18de en 19de eeuw vooral belangstelling in Engeland.
In 2014 werd een schilderij van Hobbema, getiteld Boslandschap met een vrolijk gezelschap in een wagen (ca. 1665) aan het Rijksmuseum in Amsterdam geschonken. Dit schilderij werd opgenomen in de Eregalerij.

## Trivia
- Een plaats in Alberta (Canada) droeg de naam Hobbema van 1891 tot en met 2013. De plaats was genoemd naar de schilder. Op 1 januari 2014 werd de naam veranderd in Maskwacis, hetgeen betekent Berenheuvel in de taal van de Cree-indianen die in dat gebied wonen.[2][3]

- Auckland Art Gallery Toi o Tāmaki: 2204
- Bibliothèque nationale de France: cb149527837 (data)
- Biografisch Portaal: 21336282
- Digitale Bibliotheek voor de Nederlandse Letteren: hobb002
- Gemeinsame Normdatei: 119106930
- International Standard Name Identifier: 0000 0000 6657 3419
- KulturNav: 31eeac06-a026-4be0-9fb6-14020ea924e5
- Library of Congress Control Number: nr97043008
- MusicBrainz: f6c81039-57d5-4cf5-b1ab-789870ccfbcf
- National Gallery of Victoria: 1023
- Nationale Bibliotheek van Tsjechië: ola2002153938
- Nationale Bibliotheek van Israël: 987007452519705171
- Nationale Bibliotheek van Polen: a0000002932620
- Nederlandse Thesaurus van Auteursnamen: 097540900
- RKD-Nederlands Instituut voor Kunstgeschiedenis: 38627
- SNAC: w67951qt
- Système universitaire de documentation: 143100785
- Museum of New Zealand Te Papa Tongarewa: 23363
- Union List of Artist Names: 500029015
- Virtual International Authority File: 29800769
- WorldCat: E39PBJmhP9drXmXbTxRRjRx7HC